# Derek Webster
Derek Webster (1 januari 1981, Bakersfield (Californië)) is een Amerikaans acteur.

## Biografie
Webster studeerde in 1993 af aan de California Institute of the Arts in Santa Clarita.
Webster begon in 1981 met acteren in de film Enter the Ninja, waarna hij nog meerdere rollen speelde in films en televisieseries.

## Filmografie

### Films
Uitgezonderd korte films.
- 2015 Chasing Eagle Rock - als Dereck
- 2012 The Longer Day of Happiness - als Steve
- 2010 Edgar Floats - als Richard Tunick
- 2010 Extraordinary Measures - als Cal Dunning
- 2008 Ring of Death - als agent Steve James
- 2007 Plane Dead - als Long Shot
- 2005 Kids in America - als politieagent
- 1998 Queen Emeraldas - als kapitein Harlock (stem)
- 1998 Godzilla - als Kapitein in Utah
- 1998 Sweet Jane - als Darryl
- 1997 NightMan - als Raleigh Jordon
- 1997 Childhood Sweetheart? - als Lowell
- 1996 Independence Day - als Sky Crane piloot
- 1996 Josh Kirby... Time Warrior: Chapter 6, Last Battle for the Universe - als Zoetrope
- 1996 Josh Kirby... Time Warrior: Chapter 5, Journey to the Magic Cavern - als Zoetrope
- 1995 Josh Kirby... Time Warrior: Chapter 4, Eggs from 70 Million B.C. - als Zoetrope
- 1995 Josh Kirby... Time Warrior: Chapter 3, Trapped on Toyworld - als Zoetrope
- 1995 Josh Kirby... Time Warrior: Chapter 2, the Human Pets - als Zoetrope
- 1995 Josh Kirby... Time Warrior: Chapter 1, Planet of the Dino-Knights - als Zoetrope
- 1994 Stargate - als Brown
- 1993 Short Cuts - als vriend van Joe Robbins
- 1993 The Return of Ironside - als Jerry
- 1989 Strapless - als croupier
- 1981 Enter the Ninja - als man van Venarius

### Televisieseries
Uitgezonderd eenmalige gastrollen.
- 2025 Good American Family - als Terrance Kinnard - 2 afl.
- 2021-2025 9-1-1: Lone Star - als Charles Vega - 12 afl.
- 2021-2024 Mayor of Kingstown - als Stevie - 30 afl.
- 2023-2024 CSI: Vegas - als dr. Milton Hudson - 10 afl.
- 2022 Chicago P.D. - als Theo Morris - 2 afl.
- 2019-2020 In the Dark - als Hank - 14 afl.
- 2020 Star Trek: Picard - als Romulan beveiliger - 2 afl.
- 2016-2019 NCIS: New Orleans - als FBI agent Raymond Isler - 17 afl.
- 2016-2017 Ray Donovan - als DA Jackson Holt - 8 afl.
- 2017 Salvation - als dr. Garrett Strauss - 3 afl.
- 2015 The Whispers - als Jessup Rollins - 13 afl.
- 2013-2014 CSI: Crime Scene Investigation - als FBI agent Ben Parker - 2 afl.
- 2014 The Newsroom - als Rodger Hutchinson - 2 afl.
- 2014 The Night Shift - als Nick - 4 afl.
- 2012-2013 Revolution - als Nicholas - 4 afl.
- 2011-2012 Harry's Law - als rechter Avery Beckland - 7 afl.
- 2011-2012 Desperate Housewives - als rechercheur Harrison - 3 afl.
- 2011 Damages - als Anthony Carter - 8 afl.
- 2009 Mental - als dr. Carl Belle - 13 afl.
- 2007 K-Ville - als Charlie Pratt - 3 afl.
- 2004-2005 JAG - als kapitein Stanley Ellis - 2 afl.
- 1997-1998 Night Man - als Rollie Jordan - 22 afl.